# Quinn Martin
Quinn Martin (New York, 22 mei 1922 - Rancho Santa Fe, 5 september 1987) was een Amerikaans televisieproducent. Hij had minstens één televisieserie lopend in primetime elk jaar en dit gedurende 21 jaar (van 1959 tot 1980). Martin behoort sinds 1997 tot de Television Hall of Fame.

## Biografie
Quinn Martin werd in 1922 geboren in New York als Irwin Martin Cohn, de jongste van twee kinderen. Zijn vader Martin Goodman Cohn was een filmmonteur en producent bij de MGM-filmstudio en zijn moeder was Anna Messing Cohn. Vanaf zijn vierde jaar groeide hij op in Los Angeles. Hij studeerde af aan de Fairfax High School. Na vijf jaar legerdienst tijdens de Tweede Wereldoorlog nam hij de artiestennaam Quinn Martin aan (Quinn kwam door de uitspraak van zijn naam Cohn door vrienden als "Co-Inn"). Hij studeerde aan de Universiteit van Californië - Berkeley waar hij een graad voor Engels behaalde maar hij studeerde niet af. Martin startte zijn carrière in de televisiewereld als filmmonteur bij MGM en werkte er ook als sturende kracht in de 'naproductie' voor verschillende studio's waaronder Universal Studios (1950–1954). Halverwege de jaren 1950 werd hij uitvoerend producent voor de Desilu Studios. Zijn vrouw, Madelyn Pugh Davis, was medeschrijfster in de televisieserie I Love Lucy. In 1959 produceerde hij een tweedelige special in seizoen 1 van Westinghouse Desilu Playhouse en een wekelijks tv-show The Untouchables. Deze laatste werd genomineerd voor de Emmy Awards.
In 1960 richtte Quinn Martin zijn eigen productiebedrijf op, QM Productions. Dit verkocht hij in 1978 en werkte verder als adjunct-professor aan de Universiteit van Californië, San Diego's Warren College, waar hij college gaf in drama.

## QM Productions
QM Productions maakte een hele reeks succesvolle tv-series in de jaren 1960 en 1970, waaronder The Fugitive, Twelve O'Clock High, The F.B.I., The Invaders, The Streets of San Francisco, Cannon en Barnaby Jones. Naast het produceren van zestien één-uurs televisieseries, produceerde Martin ook twintig tv-films. Zijn enige film die de bioscoop haalde was The Mephisto Waltz (Twentieth Century-Fox).
In 1979 kocht een groep investeerders QM Productions op en verkochte het door aan Taft Broadcasting.

## Typisch formaat van een QM-programma
De televisieseries die het bedrijf produceerde werden meestal ingeleid door de aankondigers Dick Wesson of Hank Sims. Ze zeiden de naam van de serie en "A Quinn Martin Production". Daarna kwamen de foto's van de sterren van de serie met naamsvermelding gevolgd door de foto's van gaststerren met naamsvermelding van die aflevering. Als derde deel van de intro volgde dan de naam van de aflevering.
De meeste afleveringen hadden vier hoofdstukken en een epiloog.

## Filmografie als producent

### Televisieseries
- Westinghouse Desilu Playhouse (1958-1959)
- Jane Wyman Presents The Fireside Theatre (1958)
- The Untouchables (1959-1960)
- The New Breed (1961-1962)
- The Fugitive (1963-1967)
- 12 O'Clock High (1964-1967)
- The F.B.I. (1965-1974)
- The Invaders (1967-1968)
- Premiere (1968)
- Dan August (1970-1971)
- Cannon (1971-1976)
- Banyon (1971)
- The Streets of San Francisco (1972-1977)
- Barnaby Jones (1973-1978)
- The Manhunter (1974)
- Caribe (1975)
- Most Wanted (1976)
- Bert D'Angelo/Superstar (1976)
- Tales of the Unexpected (1977)
- The Runaways (1979)

### Films
- The Scarface Mob (1959)
- The Gun of Zangara (1960)
- The Sky Fighters (1961)
- Will Banner (1965)
- House on Greenapple Road (1970)
- The Face of Fear (1971)
- The Mephisto Waltz (1971)
- Cannon (1971)
- Travis Logan, D.A. (1971)
- Incident in San Francisco (1971)
- Intertect (1973)
- Panic on the 5:22 (1974)
- The F.B.I. Story: The FBI Versus Alvin Karpis, Public Enemy Number One (1974)
- Murder or Mercy (1974)
- Manhunter (1974)
- A Home of Our Own (1975)
- Crossfire (tv-film, 1975)
- Attack on Terror: The FBI vs. the Ku Klux Klan (1975)
- The Abduction of Saint Anne (1975)
- The Specialists (1976)
- Law of the Land (1976)
- Brinks: The Great Robbery (1976)
- The Hunted Lady (1977)
- Code Name: Diamond Head (1977)
- The Force of Evil (1977)
- The City (1977)
- Standing Tall (1978)
- The Aliens Are Coming (1980)
- Dan August: Murder, My Friend (1980)
- Dan August: Once Is Never Enough (1980)
- Dan August: The Jealousy Factor (1980)
- Dan August: The Trouble with Women (1980)